# SN 2007st
SN 2007st – supernowa typu Ia odkryta 22 grudnia 2007 roku w galaktyce NGC 692. W momencie odkrycia miała maksymalną jasność 15,00m.